# Nikefor I. Carigradski
Nikefor I. Carigradski (grčki Νικηφόρος, Nikēphoros; o. 758. – 5. travnja 828.) je bio grčki pisac te patrijarh Konstantinopola (12. travnja 806. – 13. ožujka 815.). U kršćanstvu je slavljen kao svetac, a spomendan mu je 13. ožujka.
Njegovi su roditelji bili žena imenom Eudokija i njezin muž Teodor, tajnik bizantskoga cara Konstantina V. Kopronima; oboje su patili jer su podržavali kult ikona. Nikefor je također podržavao taj kult te je postao patrijarh nakon smrti svetog Tarasija, a iza sebe je ostavio spise u kojima je branio ikone:
- Apologeticus minor (djelo vjerojatno napisano prije 814.)
- Apologeticus major
- djelo u kojem je opisao „sinodu ikonoklazma”.

Napisao je također još jedno djelo – Chronographikon syntomon, u kojem je opisao povijest svijeta od postanka do svoga vremena.
| prethodnik Tarasije | Patrijarh Konstantinopola 806. – 815. | nasljednik Teodot I. Carigradski |